# Partito Popolare (Spagna)
Il Partito Popolare (in spagnolo: Partido Popular), spesso abbreviato in PP (pronunciato /peˈpe/), è il principale partito di centro-destra/destra spagnolo. Il Partito Popolare, fondato nel 1977 come Alianza Popular, assume il nome attuale nel 1989 ed è definito nel suo statuto come centro-riformista. Il PP ha delegazioni regionali in ogni comunità autonoma.
Il PP è membro del Partito Popolare Europeo, dell'Internazionale Democratica Centrista e dell'Unione Democratica Internazionale. La sua organizzazione giovanile è chiamata Nuove Generazioni del Partito Popolare (Nuevas Generaciones del PP).

## Storia

### La nascita
Il Partito Popolare nasce dalle ceneri di una serie di coalizioni politiche conservatrici e post franchiste costituitesi nell'Alleanza Popolare (Alianza Popular), creata nel settembre 1976 da Manuel Fraga Iribarne, ex ministro dei governi di Francisco Franco, che nel 1982 divenne il principale partito d'opposizione. In seguito alla perdita elettorale nelle elezioni generali del 1986, il partito nel 1987 ha cambiato leadership, con Antonio Hernández Mancha.
Nel gennaio 1989 tornò Fraga Iribarne, che vinse il IX Congresso e decise di rifondare il partito sotto il nome di Partido Popular. Il vice, José María Aznar, venne scelto come candidato premier per le elezioni del settembre 1989, che lo videro confermarsi principale partito d'opposizione. 
Fraga, eletto nel gennaio 1990 presidente della Comunità autonoma della Galizia, prima regione a essere governata dal PP, lasciò la guida del partito nel X Congresso del 1º aprile 1990, con Aznar che fu eletto alla presidenza del PP.

### La presidenza Aznar
Con la guida di José María Aznar, il Partito Popolare attenuò i suoi rapporti con il passato franchismo e pose il partito su posizioni politiche di centro-destra; scelta che si manifestò con l'adesione al Partito Popolare Europeo e all'Internazionale democratica di centro e all'Unione Democratica Internazionale.

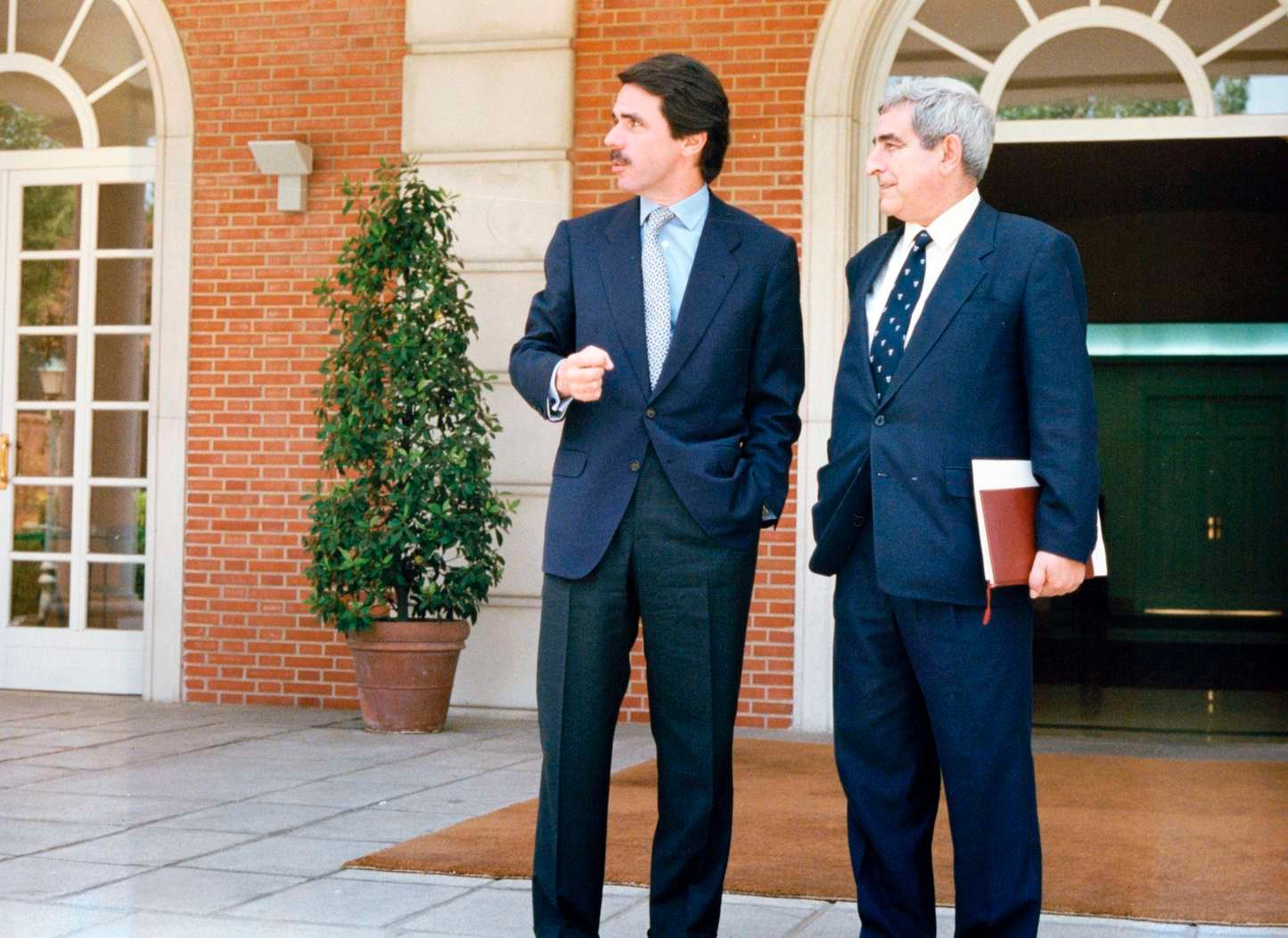
Il presidente Aznar con il capogruppo del PP Gabriel Cisneros nel 1996.

Nelle elezioni generali del 3 marzo 1996, il PP guidato da Aznar conseguì la maggioranza relativa (156 deputati su 350) e grazie a un accordo con altre forze regionaliste, formò un nuovo governo, mandando dopo 14 anni il PSOE all'opposizione. Nel 1999 Aznar fu rieletto presidente del PP con Javier Arenas segretario generale. Alle successive elezioni generali del 2000, il PP ottenne un crescente successo, con la maggioranza assoluta dei seggi in parlamento (183 seggi). 
Il 1º settembre del 2003 il ministro di Aznar Mariano Rajoy divenne segretario generale del partito.

### La presidenza Rajoy
Al XV congresso nazionale del 2004 Mariano Rajoy fu eletto presidente del partito, con José María Aznar presidente onorario e Ángel Acebes segretario generale.
Il partito fu sconfitto inaspettatamente in occasione delle elezioni generali del 2004, svoltesi tre giorni dopo gli attentati di Madrid dell'11 marzo 2004. Il PP ottenne con 148 seggi contro i 164 dei socialisti. Aznar rimase presidente onorario dello stesso partito fino al 2016.
Nelle elezioni generali del 2008, con alla guida Mariano Rajoy, confermato come presidente al XVI congresso e María Dolores de Cospedal, segretaria generale, il partito pur recuperando sei seggi, rimase all'opposizione, ottenendo il 39,9% dei consensi, contro il 43,9% del PSOE.
Alle elezioni generali anticipate del 20 novembre 2011, il PP, sempre guidato da Rajoy, ottenne il suo miglior risultato in termini di seggi, ben 186 (maggioranza assoluta) e conseguì il 44,62% dei voti, tornando al governo con il suo leader, il quale nominò come vice Soraya Sáenz de Santamaría.
Pur rimanendo il primo partito alle elezioni del 20 dicembre 2015, il PP perse la maggioranza assoluta, ma Rajoy rimase in carica per gli affari correnti. La situazione di stallo creatasi in Parlamento, con l'entrata di nuovi movimenti come Podemos e Ciudadanos, condusse il Paese, dopo infruttuose consultazioni tra i partiti per la formazione di un governo di coalizione, a nuove elezioni anticipate il 26 giugno 2016, che hanno visto il PP conquistare la maggioranza relativa con il 33,01% dei voti e 137 parlamentari al Congresso e al Senato, passando da 124 a 130 seggi. Il 29 ottobre Rajoy ottiene la fiducia dal parlamento per formare un nuovo governo.

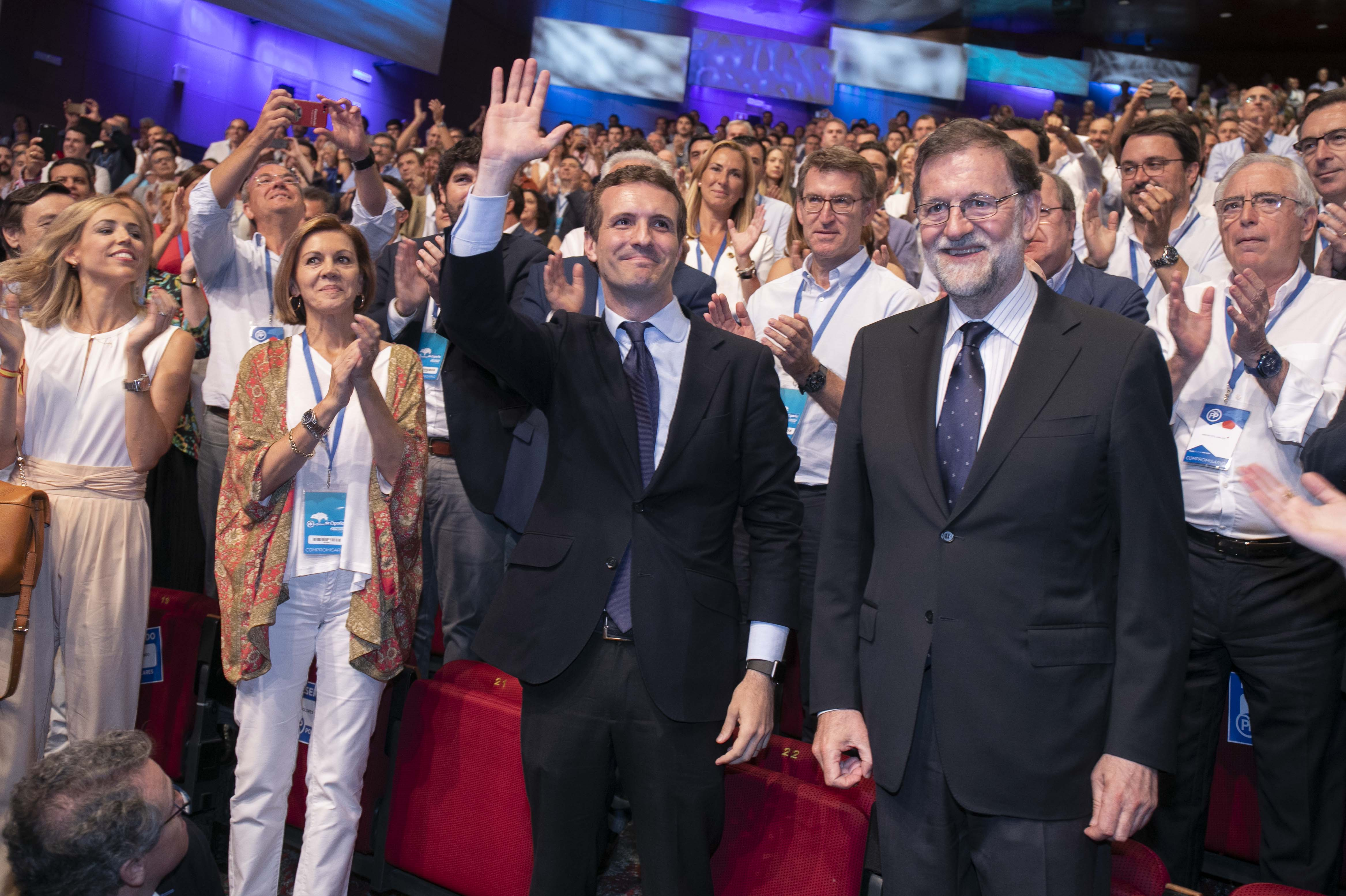
Pablo Casado e Mariano Rajoy al congresso del PP del 2018.

Nell'ottobre 2016 viene celebrato il processo di primo grado per gli imputati del caso Gürtel, portato agli onori della stampa spagnola nel lontano 2009. Si tratta di uno dei più gravi scandali politici del dopoguerra iberico, che vede un danno presunto all'erario pari ad almeno 120 milioni di euro, grazie al coinvolgimento del faccendiere e uomo d'affari Francisco Correa Sánchez (condannato a 51 anni complessivi di prigione) insieme a circa 200 persone fra funzionari nazionali e locali del PP, accusati di: riciclaggio di denaro sporco, frode, evasione fiscale, corruzione e finanziamento illecito. Le perquisizioni portano alla luce l'esistenza di un sistema a doppia contabilità -una ufficiale e pubblica e una illegale- gestito dall'ex tesoriere Luis Bárcenas, che aveva reso possibile la copertura del versamento di somme di denaro al partito e ad alcuni singoli esponenti in cambio di appalti pubblici gonfiati, in particolare nelle comunità autonome di Valencia e di Madrid.
Nel febbraio 2017 a Madrid si è svolto il XVIII congresso del partito che ha riconfermato presidente del PP Mariano Rajoy.
Il Governo Rajoy II resta in carica fino al 1º giugno 2018, quando viene approvata per la prima volta una mozione di sfiducia costruttiva che porta il leader socialista Pedro Sánchez al governo. Il 5 giugno Rajoy annuncia le sue dimissioni anche da presidente del partito.

### Dal 2018 a oggi
Il 20 e 21 luglio 2018, quindi, si svolge a Madrid, convocato in maniera straordinaria, il XIX congresso nazionale del partito che elegge come nuovo presidente e leader Pablo Casado Blanco, con il 57,21% dei voti, contro l'ex vicepremier Soraya Sáenz de Santamaría (42,05% dei voti).
Alle elezioni generali dell'aprile 2019 ottiene solo il 16,70% e 66 deputati, subendo una migrazione di voti verso il centro (Ciudadanos) e verso destra (Vox). Alle elezioni europee del maggio successivo risale leggermente ottenendo il 20,13%, comunque il peggior risultato della sua storia in questa competizione elettorale, risultato confermato alle elezioni generali di novembre, con il 20,82% dei voti, pur incrementando 22 seggi e arrivando a 88 deputati.
Al XX Congresso del PP, il Presidente del Governo regionale della Galizia, Alberto Núñez Feijóo, ha annunciato la sua candidatura alla presidenza del PP. Núñez Feijóo, il 2 aprile 2022, unico candidato alla guida del partito, è stato eletto presidente del partito con il 98,35% dei voti.
Alle elezioni generali anticipate del 23 luglio 2023, il PP torna a essere il primo partito del Paese con il 33% dei consensi. Avendo conquistato 137 al Congresso dei Deputati non ottiene, però, i numeri per governare da solo (176 seggi) o in coalizione con il partito di estrema destra VOX.

## Ideologia
Descritto come il principale partito conservatore-liberale di Spagna, Hloušek e Kopeček hanno osservato che durante la leadership di José María Aznar il PP evolvette in un partito conservatore, con elementi del cristianesimo democratico e, soprattutto, elementi liberali nella politica economica. Magnone appunta il successo che ottenne José María Aznar nel trasformare il partito in una organizzazione più moderna in una linea «cristiano democratica». Invece l'economista Vicenç Navarro descrisse il PP come una coalizione conservatrice-neoliberale, con una politica economica neoliberale.
Secondo Juan Avilés Farré, il Partido Popular ampliò durante i governi di José María Aznar un discorso europeista pragmatico, essendosi mostrati quando era all'opposizione critici con Felipe González nella sua politica europea. Núñez Seixas sostiene che a partire dagli anni 2000 il Partido Popular impiantò un programma di «rinazionalizzazione spagnola»; il sentito diffuso con il quale il PP reinterpretò il termine «patriottismo costituzionale» —«noi non siamo nazionalisti», però assumendo la Spagna «con naturalezza e senza complessi storici»— si mostrò compatibile, secondo intellettuali vicini al PP, con un nazionalismo civico e politico. Tacciato di appoggiare un «spagnolismo conservatore», difende il modello delle autonomie della Costituzione del 1978 e la monarchia.
Il PP negli statuti del 2012, votati nel XVII congresso nazionale di Siviglia, si definisce come una formazione politica di centro destra riformista, europeista, che difende l'umanesimo cristiano.
Il presidente del Partido Popular, Mariano Rajoy, lo descrisse nel 2011 come «un partito dove entrano tutti, il gran partito del centro e della destra spagnola». Aznar lo aveva situato nel 2008 nel centrodestra dello spettro politico spagnolo.
Il partito si mostra da sempre a favore della monarchia in Spagna e contro ogni ipotesi di indipendenza della Catalogna.
Per quanto riguarda i temi etici, pur essendoci dibattito al suo interno, il partito si è sempre posizionato in modo fortemente conservatore, sulle posizioni della Chiesa Cattolica: si è infatti opposto alla legalizzazione dell'aborto, al matrimonio omosessuale e all'eutanasia.

## Struttura

### Presidenza
| Immagine        | Immagine            | Presidente (Nascita-Morte)  | Congresso         | Mandato         | Mandato         |
| Immagine        | Immagine            | Presidente (Nascita-Morte)  | Congresso         | Inizio          | Fine            |
| --------------- | ------------------- | --------------------------- | ----------------- | --------------- | --------------- |
|                 |                     | Manuel Fraga (1922-2012)    | IX Congresso (AP) | 20 gennaio 1989 | 1° aprile 1990  |
|                 |                     | José María Aznar (1953-)    | X Congresso       | 1° aprile 1990  | 6 febbraio 1993 |
| XI Congresso    | 6 febbraio 1993     | José María Aznar (1953-)    | 20 gennaio 1996   |                 |                 |
| XII Congresso   | 20 gennaio 1996     | José María Aznar (1953-)    | 30 gennaio 1999   |                 |                 |
| XIII Congresso  | 30 gennaio 1999     | José María Aznar (1953-)    | 26 gennaio 2002   |                 |                 |
| XIV Congresso   | 26 gennaio 2002     | José María Aznar (1953-)    | 2 ottobre 2004    |                 |                 |
|                 |                     | Mariano Rajoy (1955-)       | XV Congresso      | 2 ottobre 2004  | 21 giugno 2008  |
| XVI Congresso   | 21 giugno 2008      | Mariano Rajoy (1955-)       | 18 febbraio 2012  |                 |                 |
| XVII Congresso  | 18 febbraio 2012    | Mariano Rajoy (1955-)       | 12 febbraio 2017  |                 |                 |
| XVIII Congresso | 12 febbraio 2017    | Mariano Rajoy (1955-)       | 21 luglio 2018    |                 |                 |
|                 | Pablo Casado (1981) | XIX Congresso               | 21 luglio 2018    | 2 aprile 2022   |                 |
|                 |                     | Alberto Núñez Feijóo (1961) | XX Congresso      | 2 aprile 2022   | in carica       |

### Segreteria generale

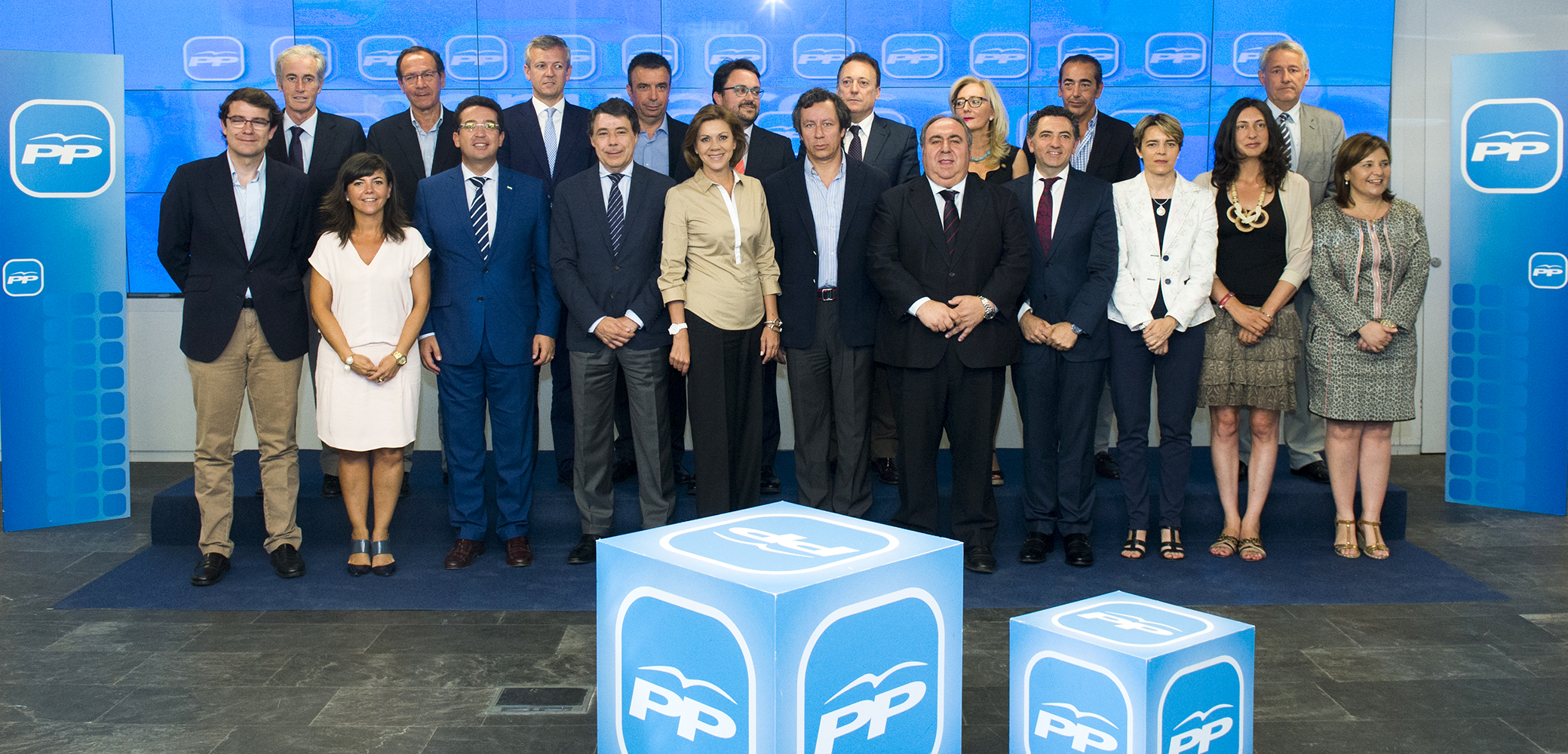
Riunione dei segretari generali del Partito Popolare del 2014

| Immagine        | Immagine            | Segretario generale (Nascita-Morte) | Congresso         | Mandato          | Mandato          |
| Immagine        | Immagine            | Segretario generale (Nascita-Morte) | Congresso         | Inizio           | Fine             |
| --------------- | ------------------- | ----------------------------------- | ----------------- | ---------------- | ---------------- |
|                 |                     | Francisco Álvarez-Cascos (1947)     | IX Congresso (AP) | 20 gennaio 1989  | 1° aprile 1990   |
| X Congresso     | 1° aprile 1990      | Francisco Álvarez-Cascos (1947)     | 6 febbraio 1993   |                  |                  |
| XI Congresso    | 6 febbraio 1993     | Francisco Álvarez-Cascos (1947)     | 20 gennaio 1996   |                  |                  |
| XII Congresso   | 20 gennaio 1996     | Francisco Álvarez-Cascos (1947)     | 30 gennaio 1999   |                  |                  |
|                 |                     | Javier Arenas (1957)                | XIII Congresso    | 30 gennaio 1999  | 26 gennaio 2002  |
| XIV Congresso   | 26 gennaio 2002     | Javier Arenas (1957)                | 4 settembre 2003  |                  |                  |
|                 |                     | Mariano Rajoy (1955)                | —                 | 4 settembre 2003 | 2 ottobre 2004   |
|                 | Ángel Acebes (1958) | XV Congresso                        | 2 ottobre 2004    | 21 giugno 2008   |                  |
|                 |                     | María Dolores de Cospedal (1965)    | XVI Congresso     | 21 giugno 2008   | 18 febbraio 2012 |
| XVII Congresso  | 18 febbraio 2012    | María Dolores de Cospedal (1965)    | 12 febbraio 2017  |                  |                  |
| XVIII Congresso | 12 febbraio 2017    | María Dolores de Cospedal (1965)    | 21 luglio 2018    |                  |                  |
|                 |                     | Teodoro García Egea (1985)          | XIX Congresso     | 26 luglio 2018   | 22 febbraio 2022 |
|                 |                     | Cuca Gamarra (1974)                 | XX Congresso      | 2 aprile 2022    | in carica        |

### Leader regionali

#### Comunità autonome
- Andalusia: Juan Manuel Moreno (dal 2014)
- Aragona: Jorge Azcón (dal 2022)
- Asturie: María Teresa Mallada (dal 2019)
- Cantabria: María José Sáenz de Buruaga (dal 2017)
- Castiglia e León: Alfonso Fernández Mañueco (dal 2017)
- Castiglia-La Mancia: Francisco Núñez (dal 2018)
- Catalogna: Alejandro Fernández (dal 2018)
- Madrid: Isabel Díaz Ayuso (dal 2022)
- Comunità Valenciana: Carlos Mazón (dal 2021)
- Estremadura: José Antonio Monago Terraza (dal 2008)
- Galizia: Alfonso Rueda (dal 2022)
- Baleari: Marga Prohens (dal 2021)
- Canarie: Manuel Domínguez González (dal 2022)
- La Rioja: José Ignacio Ceniceros (dal 2017)
- Murcia: Fernando López Miras (dal 2017)
- Navarra: Ana Beltrán (dal 2017)
- Paesi Baschi: Carlos Iturgaiz (dal 2020)

#### Città autonome
- Ceuta: Juan Jesús Vivas (dal 2009)
- Melilla: Juan José Imbroda (dal 2000)

## Capi del Governo di Spagna
- 1996–2004: José María Aznar
- 2011–2018: Mariano Rajoy

## Simboli

Simbolo tra il 1989 e il 1993
Simbolo tra il 1993 e il 2001
Simbolo tra il 2001 e il 2004
Simbolo tra il 2004 e il 2007
Simbolo nel 2007
Simbolo nel 2008
Simbolo tra il 2008 e il 2015
Simbolo tra il 2015 e il 2019
Simbolo tra il 2019 e il 2022
Simbolo attuale (2022-)